# 大连花园口经济区
大连花园口经济区是中国辽宁省大连市下辖的县级庄河市的一个经济区。原名大连花园口工业园区。位于庄河市城西36公里，距大连主城区115公里，距丹东市160公里。距沈阳市300公里。享有省级开发区经济管理权限。

## 历史
古时海滨遍布桃树。春季桃花盛开犹如花园，故名。唐贞观年间唐太宗曾在此登陆，收复辽东。13世纪时，明朝曾在此修筑抵抗倭寇的墩台。甲午战争和日俄战争时，日军曾分别在此登陆，占领辽东。这里也是闯关东的上岸地之一。
2004年初，庄河市政府开始兴建花园口工业园区。起步区15平方公里，为国有废弃盐田。次年成为辽宁省鼓励沿海重点发展区域。2007年9月，花园口工业园区党工委、管委会成立，分别为大连市委、市政府的派出机构。2008年5月，庄河市明阳镇成建制划归园区代管，同时更为今名。2008年6月，国家发改委确定大连为首批国家高技术产业新材料产业基地的7个城市之一，花园口藉此确定新材料为主导产业，并成为大连国家级新材料产业基地的核心区，是基础最差、起步最晚的一个。

## 现状
经济区总面积268平方公里。海岸线长38.4公里，滩涂面积4000公顷，浅海面积8000公顷。有碧流河、老龙头河、圣水河等9条入海河流，其中有两条较大河流。总人口6.5万人。
下辖1个镇，共16个行政村。有中学2所、职业技术学校1所、小学16所，有地区中心卫生院和乡镇卫生院各1座。

### 交通

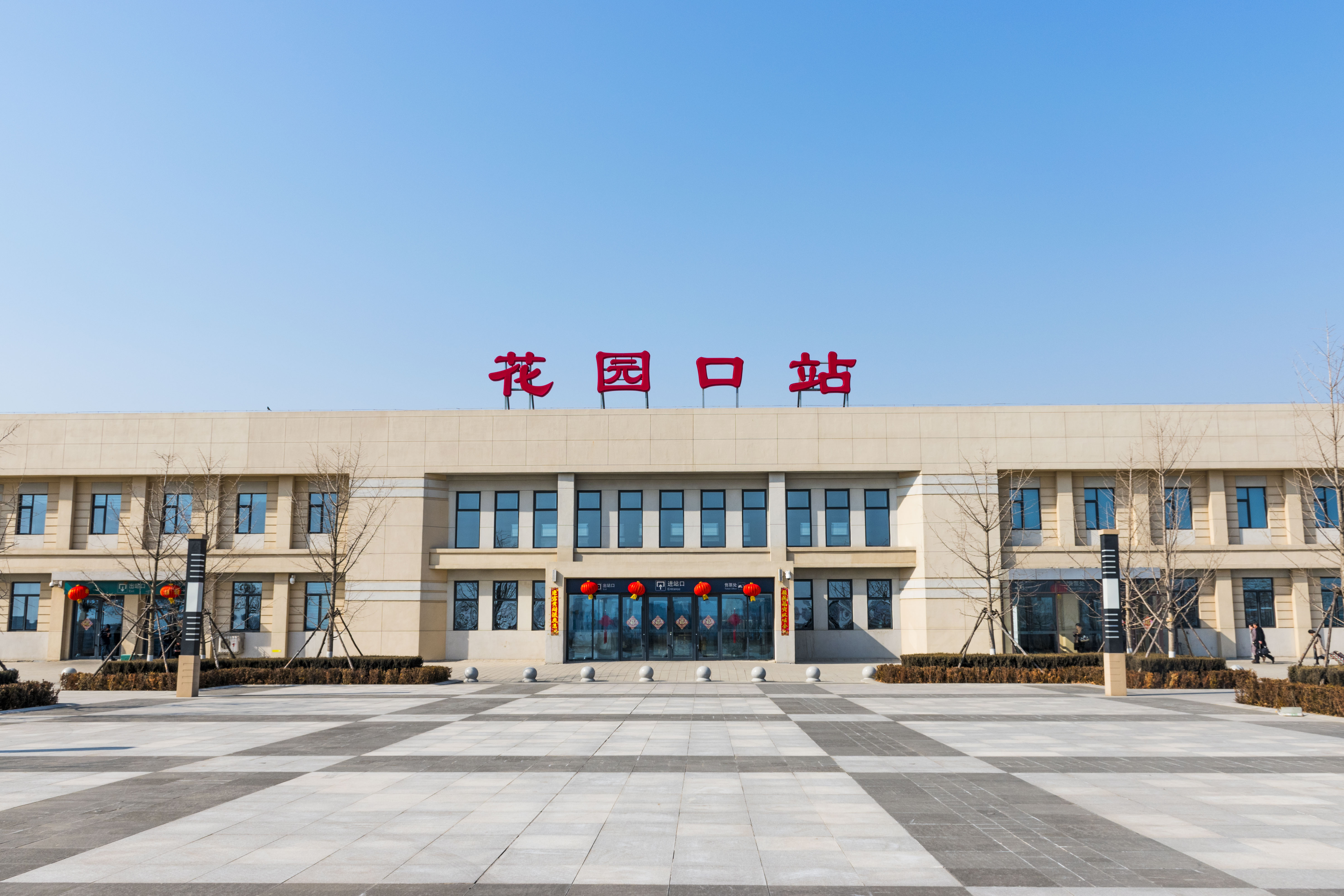
花园口站

距大连开发区80公里，大窑湾港（大连新港）90公里，庄河港39公里。201国道经过境内，鹤大高速公路设花园口出口。目前正在规划建设5000-10000吨级通用码头。另外，丹大城际铁路在花园口设站。
区内15平方公里起步区的道路网已基本形成。

### 投资
花园口经济区的产业定位是：新材料、电动汽车及汽车零部件、机械电子、食品加工、家具制造。是大连市承接国内外产业转移的重点园区和大连国家级新材料产业基地的核心区。起步区现已有45个项目，计划总投资180亿元，其中外资项目9个，计划到位外资额4.43亿美元。已投产的企业和在建企业各10家，准备开工的企业25家，总投资将超过200亿人民币。
2009年，新材料项目已经落地20个，引进投资总额超过350亿元。新材料投资占全区项目总投资额比重达80%。

## 未来
花园口经济区是辽宁省“五点一线”沿海经济带的重要接点，推动庄河市西部乃至辽宁东南沿海城市化进程。预计2015年新材料产值达到1000亿元。规划2020年完成50平方公里规划区建设，成为高水平加工制造业为主的现代化创新型工业新城和辽宁省对外开放示范区，人口达30万人。远期要建成国内外产业转移升级的承接地、振兴东北老工业基地的先导区、循环经济和可持续发展的示范区，人口达50万的现代化生态型海滨中型城市，成为大连城市重要组团。